# Sklivec

Průřez lidského oka

Sklivec (latinsky corpus vitreum) je průhledné, čiré, bezbarvé, rosolovité těleso s řídkou vláknitou strukturou, která vyplňuje 2/3 vnitřního prostoru oční koule (bulbus oculi) za oční čočkou a jejím závěsným aparátem (řasnatým tělískem, corpus ciliare)
Tvoří se pouze v embryonálním období a neregeneruje. V případě ztrát se nahrazuje jen komorovou tekutinou.
Tam, kde na sklivec naléhá čočka, nacházíme jamku pro čočku (fossa hyaloidea).
Canalis hyaloideus je tenký kanálek probíhající střední osou sklivce, je zkroucený, je zbytkem po embryonální tepénce a. hyaloidea, která vyživovala čočku. A. hyaloidea vycházela z papily zrakového nervu (discus nervi optici), oblasti sítnice oka, kde vzniká zrakový nerv, tzv. slepá skvrna.
Stroma vitreum je tvořeno trámčinou z velice jemných vláken – (fibril) , které jsou při povrchu hustší a tak tvoří pevnější povrch sklivce (membrana vitrea).

## Obsah sklivce
- voda (98%)
- chlorid sodný
- stopy bílkovin
- kyselina hyaluronová (díky ní má sklivec gelovitou konzistenci)

## Hlavní funkce
Hlavní funkcí je udržování nitroočního tlaku a udržení hladkého povrchu sítnice.